# Juan García-Santacruz Ortiz
Juan García-Santacruz Ortiz (Navahermosa, província de Toledo, 11 de janeiro de 1933 - Toledo, 12 de março de 2011) foi um teólogo católico romano e bispo de Guadix.
Juan García-Santacruz Ortiz estudou em 1956 depois de estudar teologia no seminário de filosofia educacional de Toledo com foco em psicologia. Foi ordenado sacerdote em 26 de maio de 1956 em Toledo. Trabalhou como pároco em várias paróquias. Foi Diretor da Cáritas Interparroquial (1974-1979) e docente da Escola da Sociedade (1982-1992) e do Colégio dos Conselheiros (1984-1992) e Cônego da Catedral de Toledo (1987-1992). Ele também ensinou religião no Colégio Mayol (1973), no Instituto El Greco (1974-1978) e no Instituto Alfonso X el Sabio (1978-1983).
O Papa João Paulo II o nomeou Bispo de Guadix em 1992. Dom Mario Tagliaferri, Núncio Apostólico na Espanha, concedeu sua consagração episcopal em 14 de junho de 1992; Co-consagrantes foram o Cardeal Marcelo González Martín, Arcebispo de Toledo, e José Méndez Asensio, Arcebispo de Granada. Sua renúncia relacionada à idade foi aceita pelo Papa Bento XVI em em 2009.
Na Conferência Episcopal Espanhola CEE foi membro das comissões episcopais para as migrações (1993-1996), seminários e universidades (1993-1996) e apostolado leigo (1996-2005). De 2005 a 2011 foi membro da Comissão Episcopal para o Patrimônio Cultural.